# Амбагахавелла (Грама Ніладхарі)
Грама Ніладхарі Амбагахавелла (№ W/86B) — Грама Ніладхарі підрозділу ОС Ампара, округ Ампара, Східна провінція, Шрі-Ланка.

## Демографія
| Населення (2007) | Населення (2007) | Населення (2007) | Населення (2007) | Населення (2007) |
| Населення        | Чоловіки         | Жінки            | Діти             | Дорослі          |
| ---------------- | ---------------- | ---------------- | ---------------- | ---------------- |
| 1440             | 698              | 742              | 516              | 924              |